# Vatra Moldoviței
Vatra Moldoviței (deutsch Watra Moldawitza) ist eine Gemeinde des Kreises Suceava, Bukowina, Rumänien. 
Die Gemeinde liegt am Ufer des Flusses Moldovița, an dem auch die zur Gemeinde gehörenden Dörfer Ciumârna und Paltinu liegen. Vatra Moldoviței wird von zwei Gebirgszügen der Karpaten flankiert, von der Obcina Mare und Obcina Feredeului.

## Geschichte
Die erste urkundliche Erwähnung Vatra Moldovițeis stammt aus der Zeit Alexanders des Guten, der 1402 das Kloster Moldovița gründete.

## Bilder

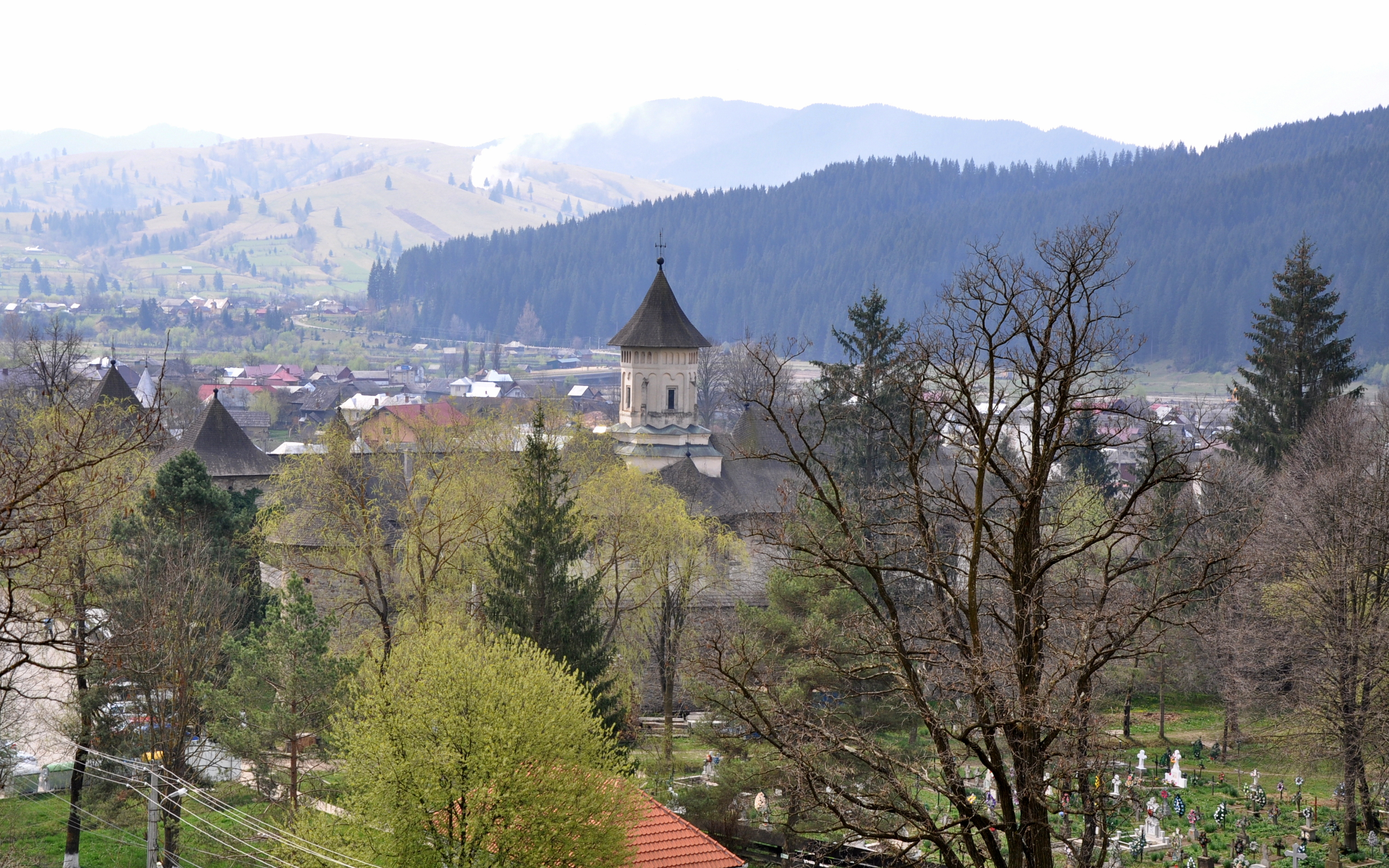
Blick auf die Gemeinde aus Richtung Kloster
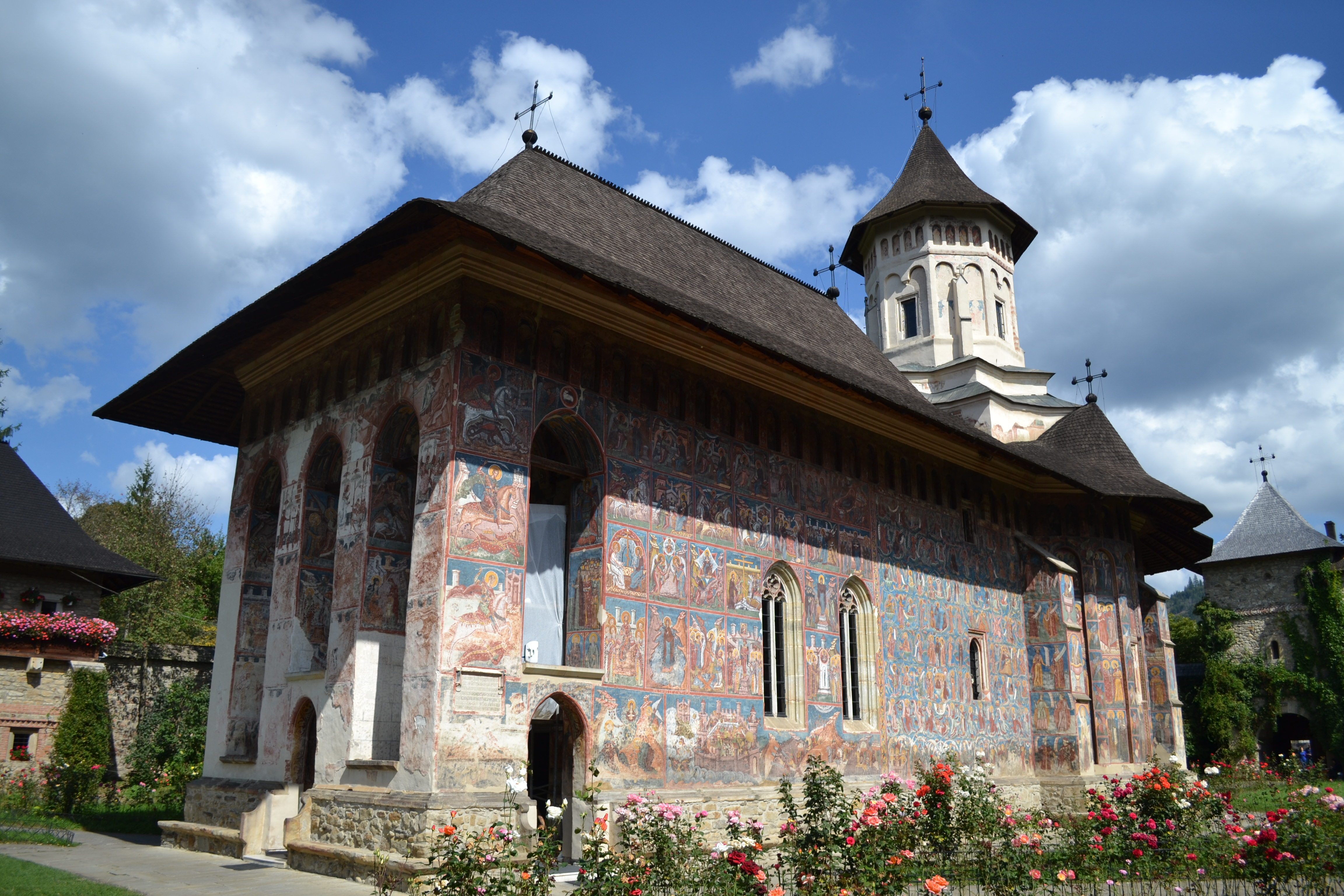
Kirche des Moldovița Klosters
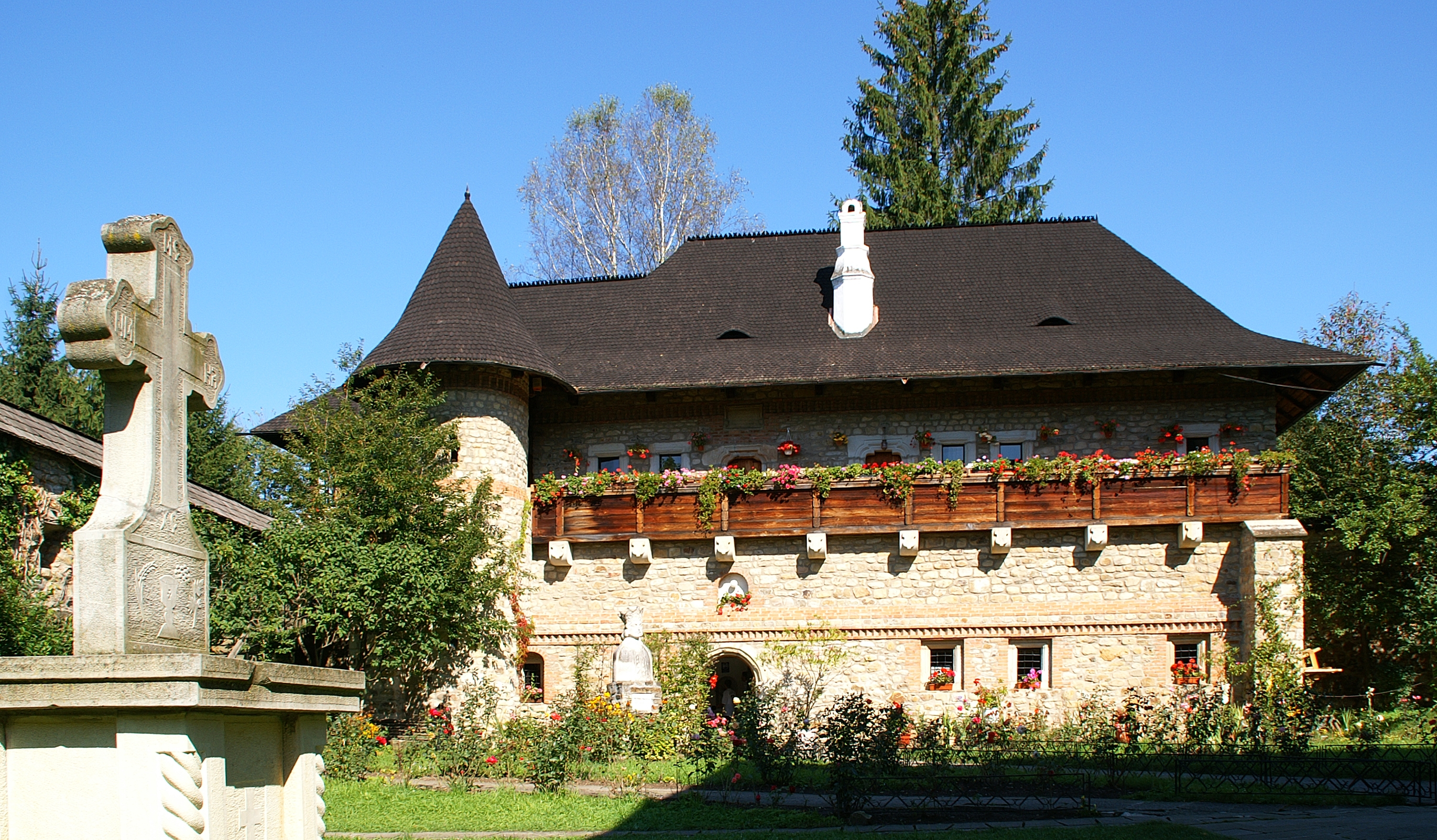
Klosterzellen des Moldovița Klosters